# کلوراستام
کلوراستام (به انگلیسی: Coluracetam) یک ترکیب شیمیایی با شناسه پاب‌کم ۲۱۴۳۴۶ است. که جرم مولی آن 341.40 g/mol می‌باشد. 